# Ahlerstedt (Kernort)
Ahlerstedt ist der Hauptort der gleichnamigen Gemeinde im Landkreis Stade (Niedersachsen).

## Geographie
Ahlerstedt liegt auf der Stader Geest. Nordöstlich des Ortes befindet sich der Braken. Die Aue umfließt Ahlerstedt in einem großen Bogen im Süden.

### Nachbarorte
| Bockholt, Kakerbeck | Hollenbeck                                  | Harsefeld, Griemshorst          |
| Oersdorf            | Kompassrose, die auf Nachbargemeinden zeigt | Ahrensmoor-Nord                 |
| Klethen, Ottendorf  | Ahrenswohlde, Bokel                         | Ahrensmoor-West, Ahrensmoor-Ost |

## Geschichte

### Ortsname
Frühere Ortsnamen von Ahlerstedt waren in den Jahren 1102 Alerstede, um 1230 Alerstede und 1420 Alerstede. Als Grundwort dieses Ortsnamens ist zweifellos –stedt anzunehmen. Das Bestimmungswort könnte entweder auf das mittelniederdeutsche alre, elre für Erle zurückgehen, was zu einer Grundform Alre-stet(d)ti führen könnte. Deutsch Erle, niederdeutsch auch Eller, mittelhochdeutsch erle, althochdeutsch erila, elira, mittelniederdeutsch elre, aber auch mittelniederdeutsch alre für aller. Möglicherweise liegt auch ein alter Vorname zugrunde, vielleicht Alaher.

### Ortsgeschichte
Ahlerstedt wurde 1095 das erste Mal urkundlich erwähnt.
Ab 1692 war das Adelsgeschlecht Rönne in Ahlerstedt ansässig. Johann von Rönne erbaute in der Nähe von Ahlerstedt auf einem sehr sumpfigen Orte mit viel Mühe, einen adeligen Hofe. Nachweislich war dieser Hof bis 1777 bewohnt.
1825 wurde der Ausbau Klein Ahlerstedt als Moorkolonie gegründet. 1955 wurde die Siedlung mit Depenrehmen als Ahrensmoor-Nord nach Ahrensmoor eingemeindet.
Ein mittelalterlicher Kirchenbau wurde im Dreißigjährigen Krieg zerstört und 1656 unter Verwendung des vorhandenen Baumaterials durch einen Neubau ersetzt. Ein weiterer Neubau wurde 1863 bis 1865 errichtet und am 12. November 1865 in Gegenwart König Georgs V. eingeweiht. Wichtigster Erwerbszweig war und ist die Landwirtschaft. Daneben gibt es handwerkliche Betriebe.
Im Zweiten Weltkrieg brannten am 3. August 1943 fünf Wohn- und Wirtschaftsgebäude sowie drei Scheunen ab. Als die Briten einmarschierten, brannten erneut zwei Gebäude und zwei Scheunen ab.
Im Ersten Weltkrieg sind 33 und im Zweiten Weltkrieg 60 Soldaten aus Ahlerstedt gefallen. Ihnen wird heute an einem Denkmal in einem kleinen Park, nahe dem Schützenhof an der Stader Straße gedacht.
1961 erfolgte der Anschluss an die zentrale Wasserversorgung.

### Verwaltungsgeschichte
Im Mittelalter gehörte Ahlerstedt zum Erzstift Bremen, nach dem Dreißigjährigen Krieg ab 1648 zum Herzogtum Bremen-Verden.
In der Franzosenzeit gehörte Ahlerstedt bis 1811 zur Mairie Ahlerstedt im Kanton Harsefeld im Königreich Westphalen. Von 1811 bis 1814 gehörte Ahlerstedt zur Mairie Ahlerstedt im Kanton Horneburg. Ab 1823, nach dem Wiener Kongress, war Ahlerstedt Teil der Landdrostei Stade im Königreich Hannover
Vor 1885 gehörte Ahlerstedt zur Börde Ahlerstedt im Amt Harsefeld, nach 1885 Kreis Stade und seit 1932 zum heutigen Landkreis Stade.
Von 1967 bis 1972 war Ahlerstedt Verwaltungssitz der Samtgemeinde Ahlerstedt.
Ahlerstedt ging im Zuge der Gemeindereform zum 1. Juli 1972 in der Gemeinde Ahlerstedt auf.

### Religion
Ahlerstedt ist evangelisch-lutherisch geprägt und bildet mit der Kirche Ahlerstedt ein eigenes Kirchspiel.

### Einwohnerentwicklung
| Jahr | Einwohner            |
| ---- | -------------------- |
| 1791 | 32 Feuerstellen      |
| 1824 | 36 Feuerstellen      |
| 1848 | 421 Leute, 73 Häuser |
| 1871 | 448 Leute, 77 Häuser |
| 1910 | 604                  |
| 1925 | 737                  |
| 1933 | 750                  |
| 1939 | 746                  |

## Kultur und Sehenswürdigkeiten

### Baudenkmale
In der Liste der Baudenkmale in Ahlerstedt sind für Ahlerstedt zwei Baudenkmale eingetragen:
- Stader Straße 35: Kirche Ahlerstedt
- Großer Damm 15: Wohn-/Wirtschaftsgebäude

#### Weitere Bauwerke
- Kriegerdenkmal
- Backhaus

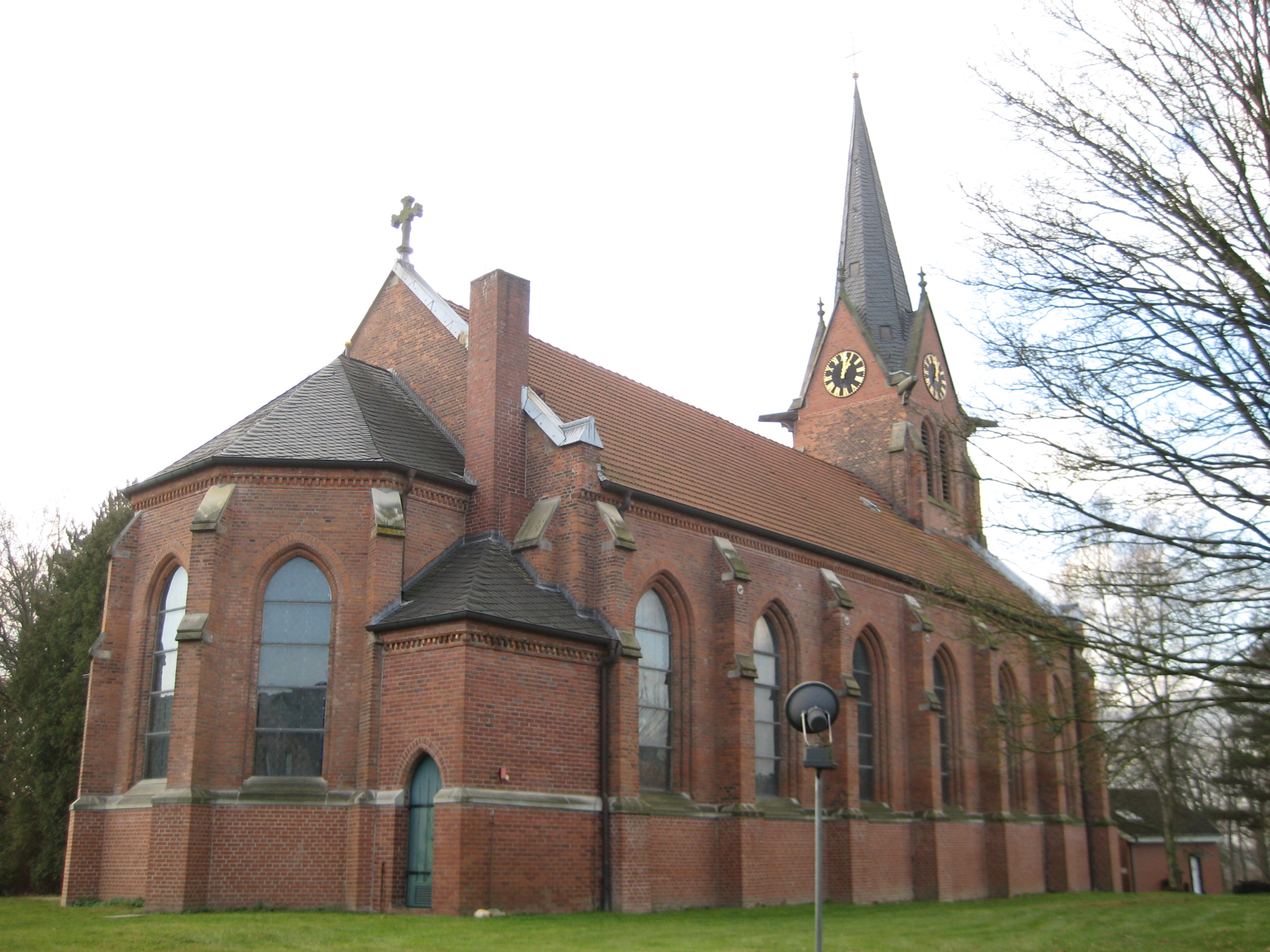
Kirche Ahlerstedt
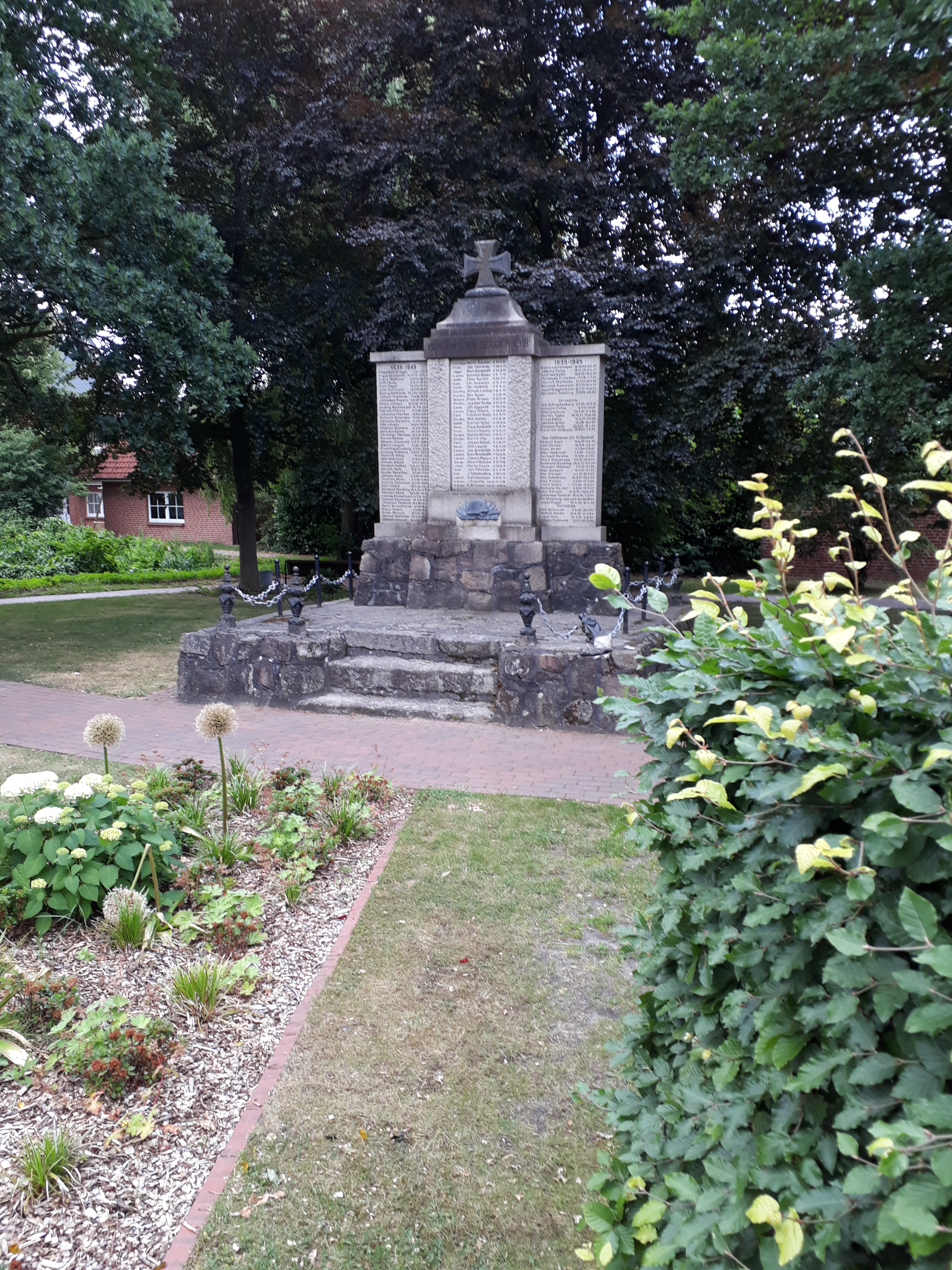
Kriegerdenkmal

### Vereine

#### Die Auetaler
Die Theatergruppe Die Auetaler führt jedes Jahr, meist im Januar, ein plattdeutsches Stück im großen Saal des Schützenhofs Ahlerstedt auf. Schon seit ca. 1935 wird in Ahlerstedt auf Plattdeutsch gespielt. Früher gehörte die Theatergruppe noch zum Männerchor „Frohsinn“ und führte regelmäßig im Gasthaus Duncker auf. Erst 1973 machten sie sich selbstständig.

#### Schützenverein
Der Ahlerstedter Schützenverein wurde am 25. Juni 1925 gegründet. Im Gasthaus Bockelmann (dem heutigen Schützenhof Ahlerstedt) wollten ein paar junge Männer einen Geburtstag feiern und anschließend nach Harsefeld zum Schützenfest. Zu späterer Stunde stellten sie aber fest, dass sie, wenn sie jetzt zum Schützenfest fahren, nicht wieder rechtzeitig morgens zum Melken zuhause sind. So beschlossen sie, in Ahlerstedt einen eigenen Schützenverein zu gründen. Am nächsten Tag konnten sie durch den Postboten Schnackenberg über fünfzig Personen davon überzeugen. Ein Pachtvertrag zwischen dem Schützenverein und dem Gasthaus Bockelmann vom 29. Juli 1925 ist überliefert. Das erste Schützenfest fand jedoch im Gasthaus Duncker in der Zevener Straße (2001 abgerissen) statt. Der erste Schießstand befand sich am Hopfenhof. Gefeiert wurde im Zelt bzw. der Scheune des Gasthauses Bockelmann. 1928/29 wurde der erste Schießstand im Gasthaus Bockelmann gebaut, der 1946 auf Befehl der Englischen Besatzung abgerissen werden musste, 1949 aber wieder aufgebaut wurde. 1956 ließ der Vereinswirt Bockelmann eine neue Schützenhalle errichten. 1967 wurde eine Damenabteilung eingerichtet. Der Schützenverein und das Schützenfest zählen zu den wichtigsten Pfeilern des Dorflebens in Ahlerstedt.

#### Dorferneuerungsverein

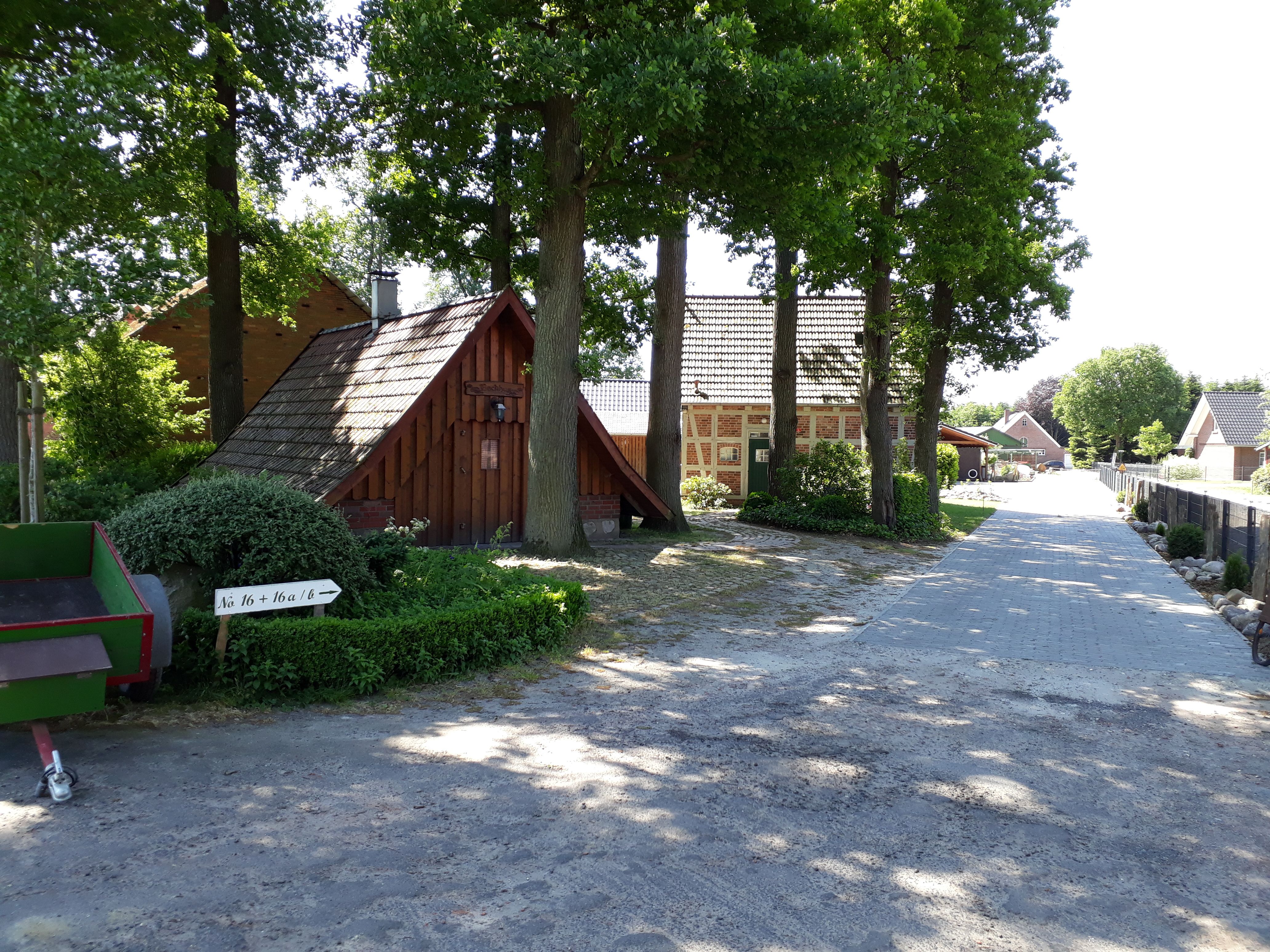
Das Backhaus, im Hintergrund die Klönstuv

Der Dorferneuerungsverein wurde 1992 gegründet. Seine Aufgaben sind die Aufwertung des Ortsbildes mit Bepflanzung, Pflege von Streuobstwiesen und alten Obstbäumen, das Sammeln alter Fotos und Dokumente, das Festhalten von Veränderungen im Dorf sowie das Erstellen von Fotoausstellungen und die Veranstaltung des Ahlerstedter Apfeltags. 1996 erbauten sie einen alten Steinbackofen und das Backhaus. 2000 wurde aus altem Baumaterial ein kleines Fachwerkhaus erbaut, das Klönstuv genannt wird und als Vereinsheim dient. Man kann dort alte Hauswirtschaftsgegenstände bestaunen.

#### Karnevalsverein „Karneval am Auetal“
Der Karnevalsverein besteht seit 1950. Höhepunkt sind die Karnevalssitzungen im Februar mit Tanz- und Showeinlagen, Elferrat und Funkengarde.

#### Motorradklubs
- Motorradfreunde Ahlerstedt: Der MFA wurde 1980 in der Kneipe des Gastwirts Heinz „IP“ Tomforde gegründet. Einmal in der Woche trafen sich dort Motorradfahrer, die dann beschlossen, einen Motorradverein zu gründen. Alle zwei Jahre findet das große Motorradtreffen im Paradies in Ahlerstedt statt. Regelmäßig gibt es gemeinsame Ausfahrten.[14]
- Mofarenngemeinschaft Ahlerstedt

#### Gesang- und Musikvereine
- Camerata Rossinyol: Gesangsverein, gegründet 1991. Seit 2001 finden die Proben in der Aula der Grundschule Ahlerstedt statt. Gesungen wird auch auf Plattdeutsch.[15]
- Grenzgänger
- Frauenchor Ahlerstedt
- „Frohsinn“ Männerchor
- Posaunenchor Ahlerstedt
- Spielmannszug Ahlerstedt

#### Sportvereine
- SV Ahlerstedt/Ottendorf: Fußballverein aus Ahlerstedt und Ottendorf, spielt aktuell in der sechsklassigen Landesliga Lüneburg und trägt seine Heimspiele im Stadion am Auetal (1500 Plätze) in Ahlerstedt aus.
- MTV Ahlerstedt: Sportverein, gegründet 1903 mit etwa 1000 Mitgliedern. Angeboten werden Badminton, Basketball, Einradfahren, Freizeitsport für Jungen und Mädchen, Gesundheitsforum, Gymnastik 50+, Jazztanz, Karneval, Nordic Walking, Spielmannszug, Tischtennis, Turnen, Volleyball, Wandern, Yoga und Zumba. Genutzt werden neben dem Vereinsheim die beiden Turnhallen des Schulzentrums Ahlerstedt.[16]
- Förderverein Jugendfußball SV Ahlerstedt/Ottendorf e. V.
- Tennis Club „Auetal“: Gegründet 1981 mit fünf Sandplätzen und einem Clubhaus.[17]

#### Sonstiges
- Altengruppe
- DRK-Ortsverein Ahlerstedt
- Gewerbeverein Ahlerstedt
- Kyffhäuserbund e. V. Ahl.
- Reichsbund
- Wurfscheibenclub Ahlerstedt und Umgebung e. V.[18]

### Regelmäßige Veranstaltungen
- Handwerkermarkt des Fördervereins der Kirchengemeinde Ahlerstedt
- Mofarennen
- Schützenfest
- Weihnachtsmarkt
- Gewerbeausstellung
- Apfeltag
- Dörps Treck

## Wirtschaft und Infrastruktur
Nach dem Regionalen Raumordnungsprogramm ist Ahlerstedt ein Grundzentrum für die Orte der Umgebung.

### Feuerwehr

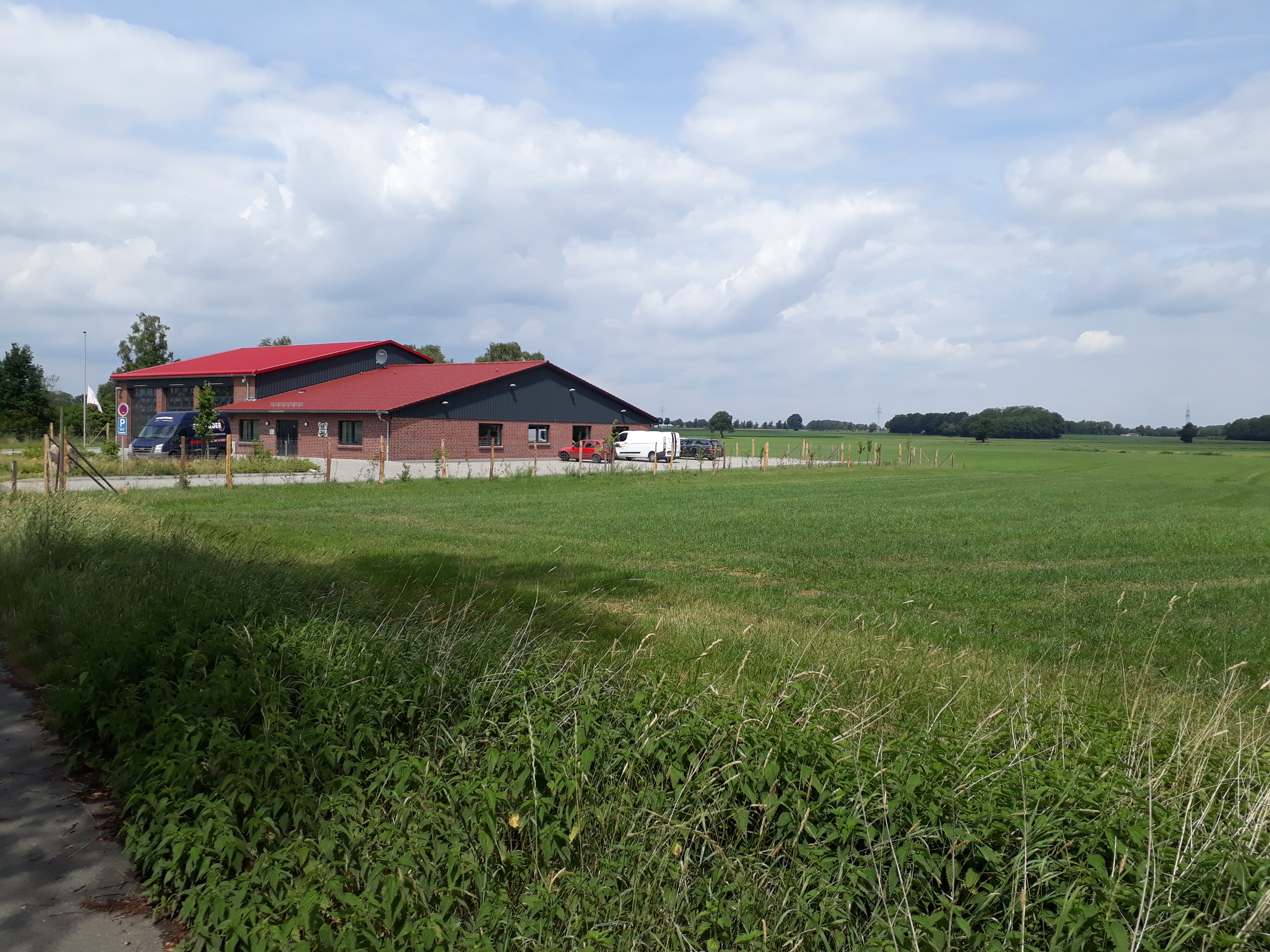
Feuerwehrhaus Ahlerstedt

Am 2. Februar 1888 wurde die erste Freiwillige Feuerwehr in Ahlerstedt mit sieben Mann gegründet, zuvor stand im Brandfall für das Kirchspiel Ahlerstedt nur eine Handdruckspritze zur Verfügung, die sich in Ottendorf/Klethen befand. Diese Feuerwehr wurde 1902 zur Pflichtfeuerwehr. Am 20. Februar 1935 wurde die jetzige Freiwillige Feuerwehr Ahlerstedt gegründet. Im September 1942 erhielt Ahlerstedt eine Tragkraftspritze mit Anhänger von der Marke Magirus. Im Zweiten Weltkrieg mussten Teile der Feuerwehr zur Wehrmacht, Frauen, Mädchen und Hitlerjungen wurde eingezogen. Jede Nacht wurde eine Luftschutzwache eingesetzt.1943 wurde das erste Feuerwehrauto angeschafft, 1947 das zweite. Da es für den alten Stellplatz zu groß war, wurde in Eigenleistung ein Feuerwehrhaus gebaut. 1951 erhielt Ahlerstedt erstmals eine Sirene und ein neues LF 8, vorher wurde der Alarm durch ein Horn ausgelöst. 1987 wurde das neue Feuerwehrhaus in der Kakerbecker Straße bezogen und die Feuerwehr erhielt ein neues LF 8 der Marke Iveco. Heute verfügt die Feuerwehr über ein Hilfeleistungslöschgruppenfahrzeug (HLF), einen Einsatzleitwagen (ELW) und ein Tanklöschfahrzeug (TLF). Sie bezog aus Platzgründen ein neues Feuerwehrhaus am Ortsrand nahe dem Friedhof.

### Unternehmen
Die Kreissparkasse Stade und die Volksbank Ahlerstedt haben in Ahlerstedt eine Filiale.
Zudem gibt es die beiden Gewerbegebiete Kleine Kamp und Klethener Weg.

### Verkehr
Ahlerstedt liegt an der Landesstraße L 124, die im Südwesten nach Zeven zur Bundesstraße B 71 und im Norden nach Harsefeld und Stade führt. Die Kreisstraße K 74 führt im Nordwesten nach Kakerbeck, die K 75 führt im Osten nach Ahrensmoor-Nord und schneidet sich mit der L 127. Die K 54 führt im Südosten nach Ahrenswohlde und im Südwesten nach Klethen.
Der Nächste Bahnhof liegt 7 km nordöstlich entfernt in Harsefeld (Bahnstrecken Bremerhaven-Wulsdorf–Buchholz und Buxtehude–Harsefeld).
Der nächste Autobahnanschluss befindet sich 14 km entfernt südlich in Sittensen an die A 1.

### Gastronomie

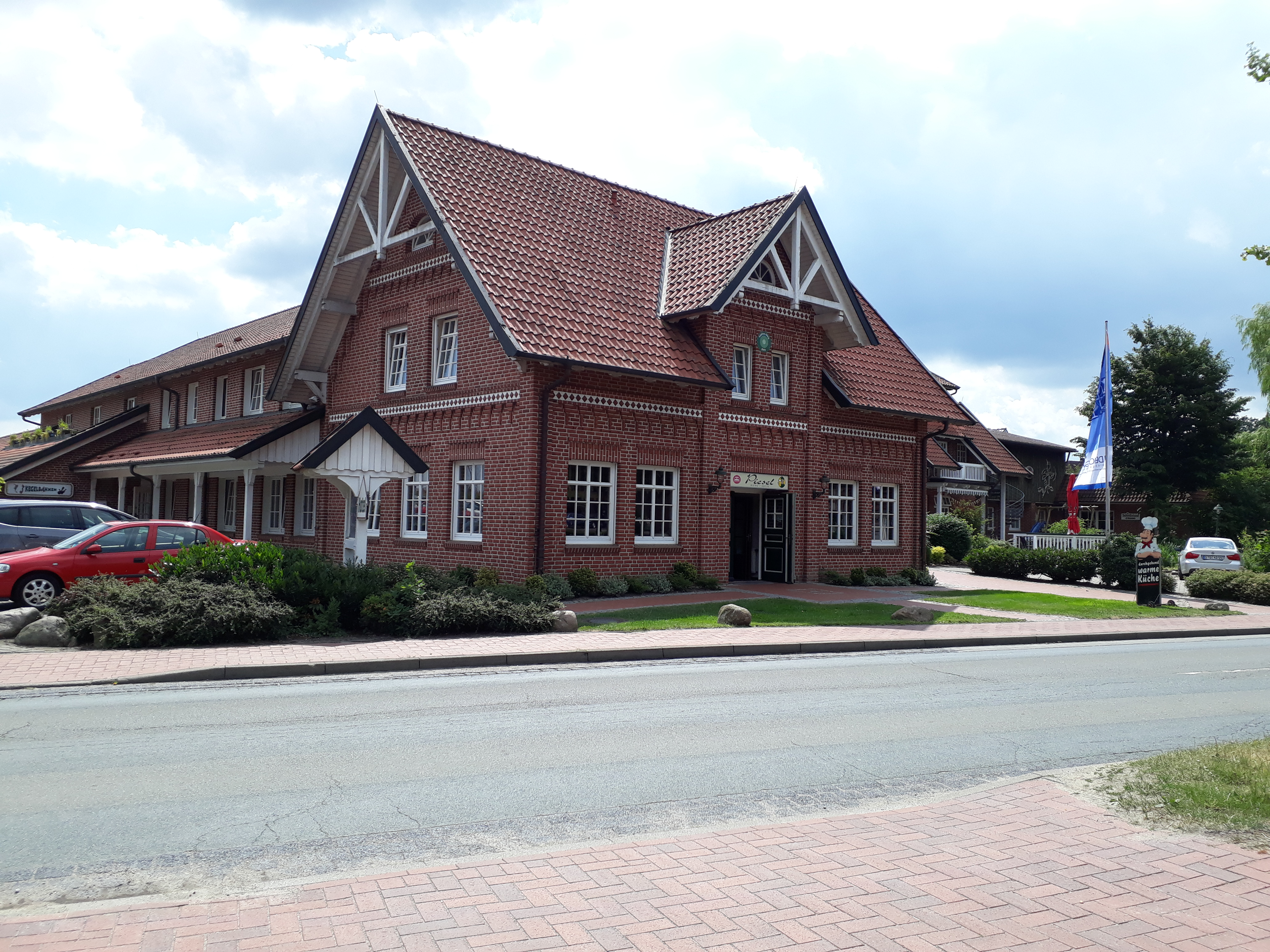
Schützenhof Ahlerstedt

In Ahlerstedt befindet sich ein überregional bekanntes Hotel mit Kneipe, Restaurant, Tagungsräumen, Kegelbahnen und Schießsportanlagen, der Schützenhof Ahlerstedt.

### Abwasserentsorgung
Für Versorgung und Reinigung von Trinkwasser ist das Klärwerk in Bockholt zuständig.

## Persönlichkeiten

### Söhne und Töchter der Gemeinde
- Heinrich Behnken (1880–1960), plattdeutscher Schriftsteller, geboren in Ahlerstedt
- Elke Lütjen-Drecoll (* 1944), Anatomin, geboren in Ahlerstedt

### Persönlichkeiten, die in Verbindung mit Ahlerstedt stehen
- Willi Wegewitz (1898–1996), Archäologe, arbeitete in Ahlerstedt als Lehrer
- Heinrich Benjes (* 1936), Autor, Gärtner und Lehrer, ehemaliger Schulleiter der Grundschule Ahlerstedt
- Birgit Lemmermann (* 1962), plattdeutsche Schriftstellerin, lebt in Ahlerstedt, stammt aus Klethen

## Galerie

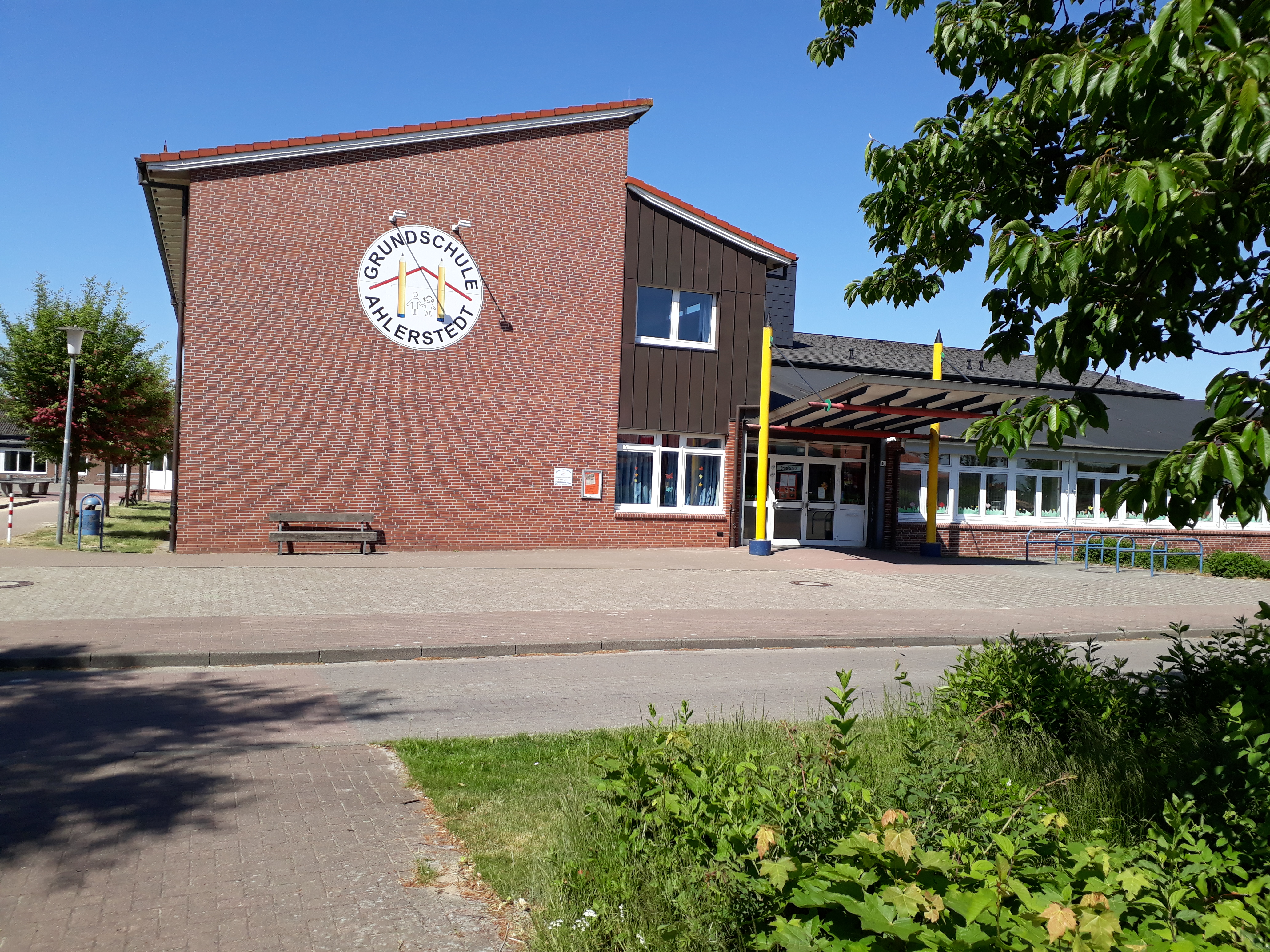
Schulzentrum
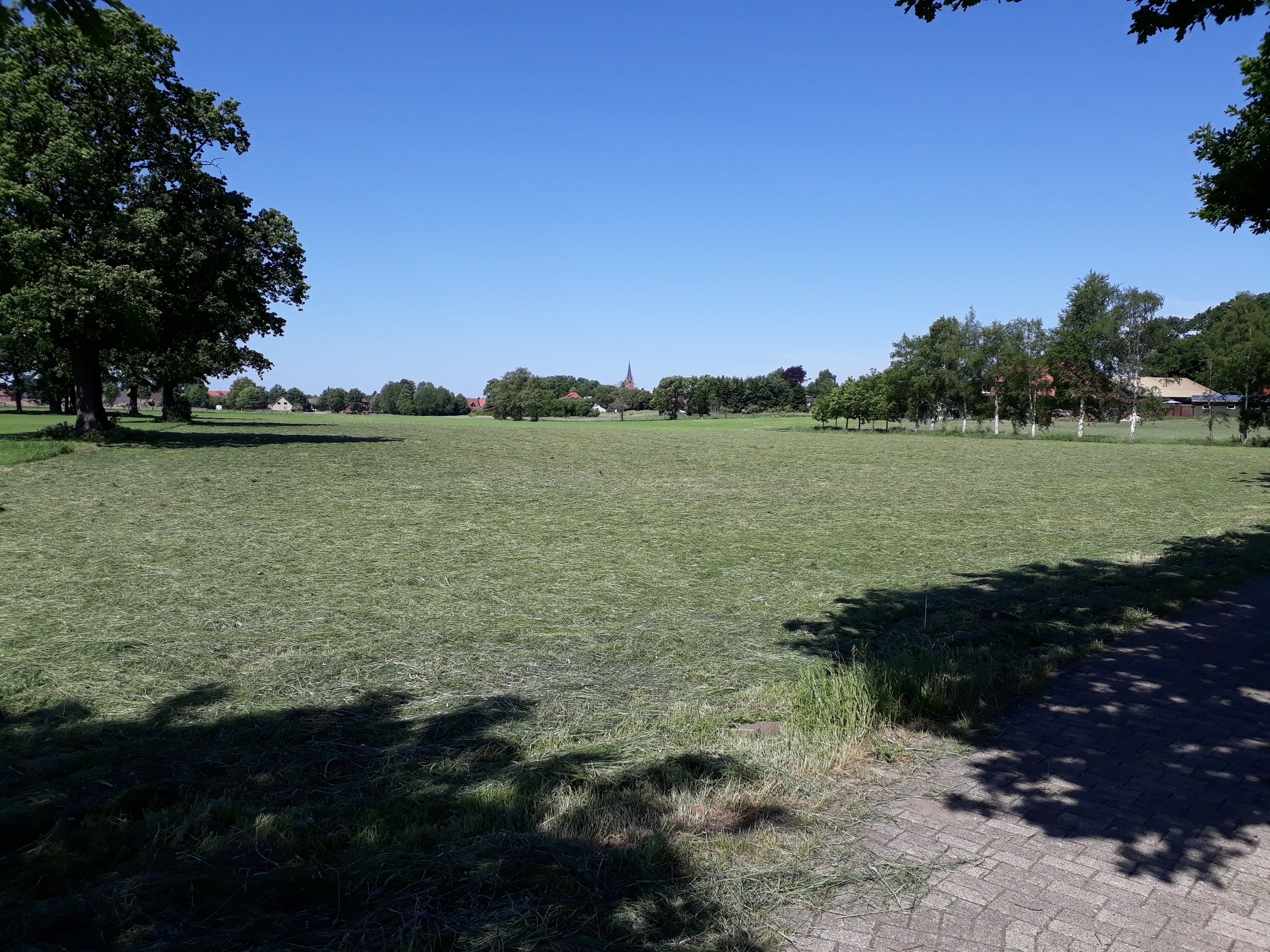
Ahlerstedts Ortskern, von der Holzhäuserstraße ausgesehen
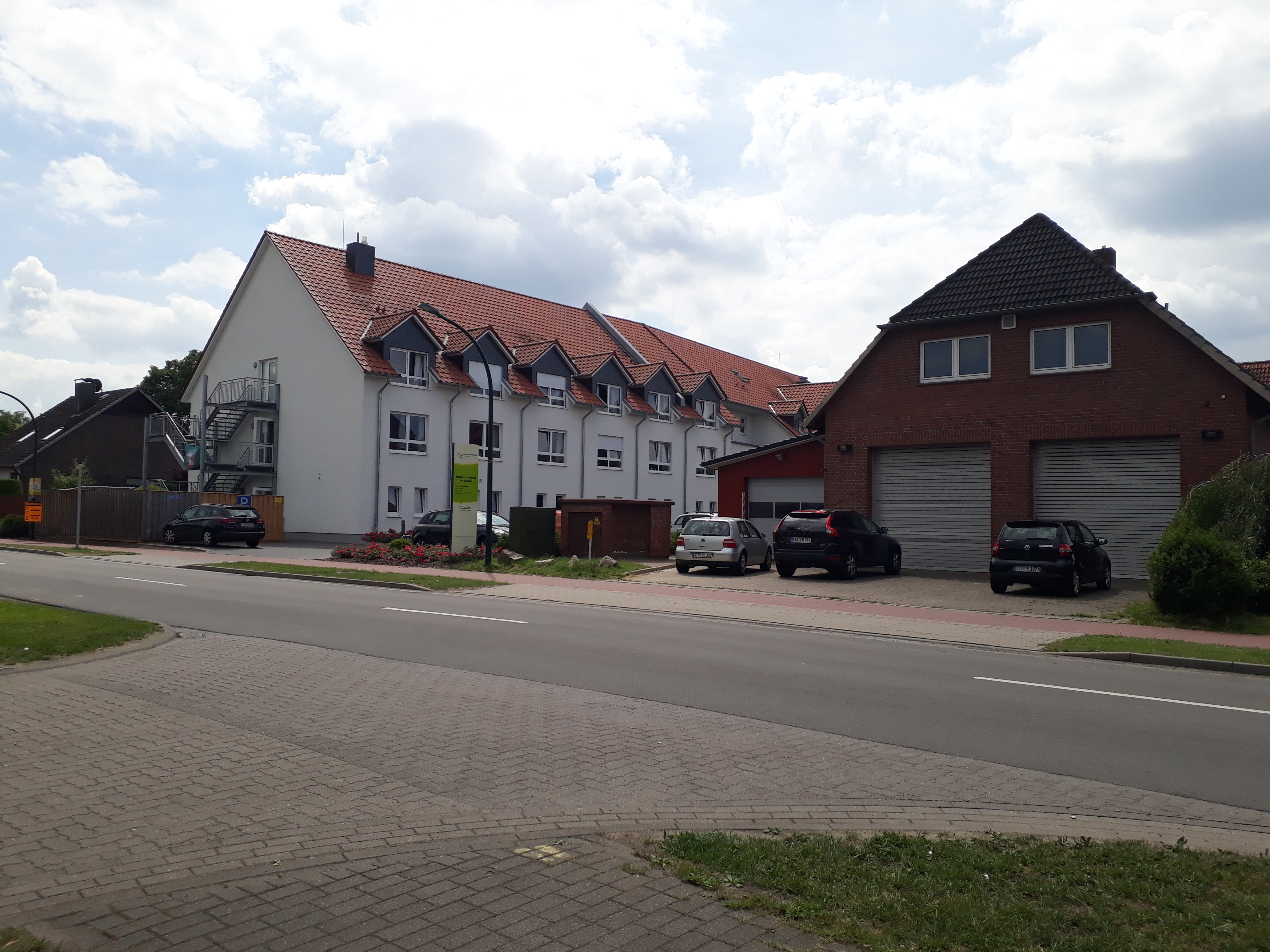
Ehemaliges Feuerwehrhaus, rechts daneben die Seniorenresidenz Ahlerstedt